# Daniło Nyczaj
Daniło Nyczaj, też Nieczaj (ukr. Дани́ло Неча́й; ur. 1 listopada 1612 w Barze, zm. 20 lutego 1651 pod Krasnem) – pułkownik kozacki bracławski, bohater wielu pieśni ludowych, inspiracja wielu utworów literackich.
Pochodził z dawnej ruskiej rodziny ziemiańskiej herbu własnego. Brał udział w powstaniu Bohdana Chmielnickiego. Został zabity w bitwie pod Krasnem w 1651.
Jego brat, zięć Bohdana Chmielnickiego Iwan Nieczaj był kozackim pułkownikiem białoruskim, następnie pułkownikiem królewskim i starostą bobrujskim, potem zahalskim w powiecie mozyrskim.